# Diplycosia rhombica
Diplycosia rhombica är en ljungväxtart som beskrevs av Graham Charles George Argent. Diplycosia rhombica ingår i släktet Diplycosia och familjen ljungväxter. Inga underarter finns listade i Catalogue of Life.